# Gregoor van Dijk
Gregoor van Dijk (Groninga, 16 novembre 1981) è un ex calciatore olandese, di ruolo centrocampista.